# Fandango (álbum)
Fandango o También conocido Como Sueños Mágicos es el nombre del cuarto y penúltimo álbum de la agrupación. Fue lanzado al mercado en mayo de 1989, producido nuevamente por Miguel Blasco, este álbum fue considerado por los fanes como el mejor del Quinteto, ya que mostraba la evolución musical y grupal de Fandango, contenía una fuerte influencia europea llamada Stock Aitken Waterman (nombre de los productores de artistas como Rick Astley, Bananarama y Kylie Minogue.
En este Disco presentaban oficialmente a Sandra y Janet como las nuevas integrantes del grupo.
La canción Sueños Mágicos  fue el caballito de batalla convirtiéndose en una de las más sonadas de 1989, posteriormente Todos Quieren Bailar Conmigo supera el éxito de la anterior y a finales del año la canción Dos Corazones en la Obscuridad suena fuertemente en la radio.
Este es el último álbum que Moña y Liliana graban en Fandango ya que, a principios de 1990, abandonan el grupo.

## Canciones
1. - Todos Quieren Bailar Conmigo. (J.R Flores/Cesar Valle Rojas/ J.R.F)
2. - Maratón de Amor. (J.R Flores/C. Valle Rojas/J.R.F)
3. - Telenovela. (J.R Flores/C. Valle César Valle Rojas/J.R.F)
4. - Chicos de la Calle. (Pablo Pinilla)
5. - Dos Corazones en la Obscuridad. (Pablo Pinilla)
6. - Nadie Puede Llenar tu Lugar. (J.R Flores/Cesar Valle Rojas/ J.R.F)
7. - Deja de Volar. (J.R Flores/Cesar Valle Rojas)
8. - El Ritmo del Amor. (J.R Flores/C. Valle Rojas)
9. - Sueños Mágicos. (Abelardo Leal)
10. - La Otra Historia de Romeo y Julieta. (Pablo Pinilla)

## Sencillos
- Sueños mágicos (1989)
- Todos quieren bailar conmigo (1989)
- Dos corazones en la obscuridad (1989)
- El ritmo del amor (1990)

## Videos
- Sueños Mágicos (1989)

## Integrantes
- Liliana
- Janet
- Moña
- Rocío
- Sandra

- Datos: Q5390481